# Jason Derulo
Jason Joel Desrouleaux (født 21. september 1989) er en amerikansk popsanger og musiker fra Florida, USA.
Derulo startede sin karriere ud med at skrive sange for kunstnere som Pitbull, Lil' Wayne, Cassie, Sean Kingston og Pleasure P, som den ene halvdel af producerduoen Fliptones. Han har desuden udgivet singlen Whatcha Say, der sampler engelske Imogen Heaps Hide And Seek.
Den 4. august 2009 udgav Jason sin debutsingle, "Watcha say". Senere i august blev den nummer 54 på Billboard Hot 100, og i november blev den nummer 1.
Den 2. marts 2010 udgav Jason Derulo sit første album, "Jason Derulo." Sidenhen har han også udgivet albummet, Future History, Tattoos og hans nyeste, Everything Is 4, som blev udgivet i 2015. Den 3. Marts 2014 var han i Danmark, og gav show i VEGA.
Han har kun en bror, og han hedder Jeremith. Jason er 184 cm høj.  
Jason brækkede sin nakke den 3. januar 2012 og lægerne sagde at han ligeså godt kunne havde blevet lam, han blev udskrevet 3 dage senere med en halskrave på. "Til alle de fans, som havde regnet med at komme til min Future History-turné. Smerten ved at svigte jer gør mig mere ondt end den skade, jeg har fået. Mine fans betyder alt og jeg beder til, at jeg kommer mig hurtigt, så jeg snart kan optræde for jer igen", skriver den skuffede Derulo i en udtalelse i dag. 

## Filmografi
- Cats (2019)